# پیتر ویلی (کریکت‌باز)
پیتر ویلی (به انگلیسی: Peter Willey) (متولد ۶ دسامبر ۱۹۴۹، دورهام) بازیکن سابق انگلیسی ورزش کریکت است.